# Acilacris kristinae
Acilacris kristinae е вид насекомо от семейство Tettigoniidae. Видът е критично застрашен от изчезване поради обезлесяване.

## Разпространение
Видът е ендемичен за горите в Лимпопо, Южна Африка.